# Jonathan Pitroipa
Jonathan Pitroipa   (Ouagadougou, 12 d'abril de 1986) és un exfutbolista de Burkina Faso de la dècada de 2010.
Fou internacional amb la selecció de futbol de Burkina Faso.
Pel que fa a clubs, destacà a SC Freiburg, Hamburger SV i Stade Rennais FC.

## Referències

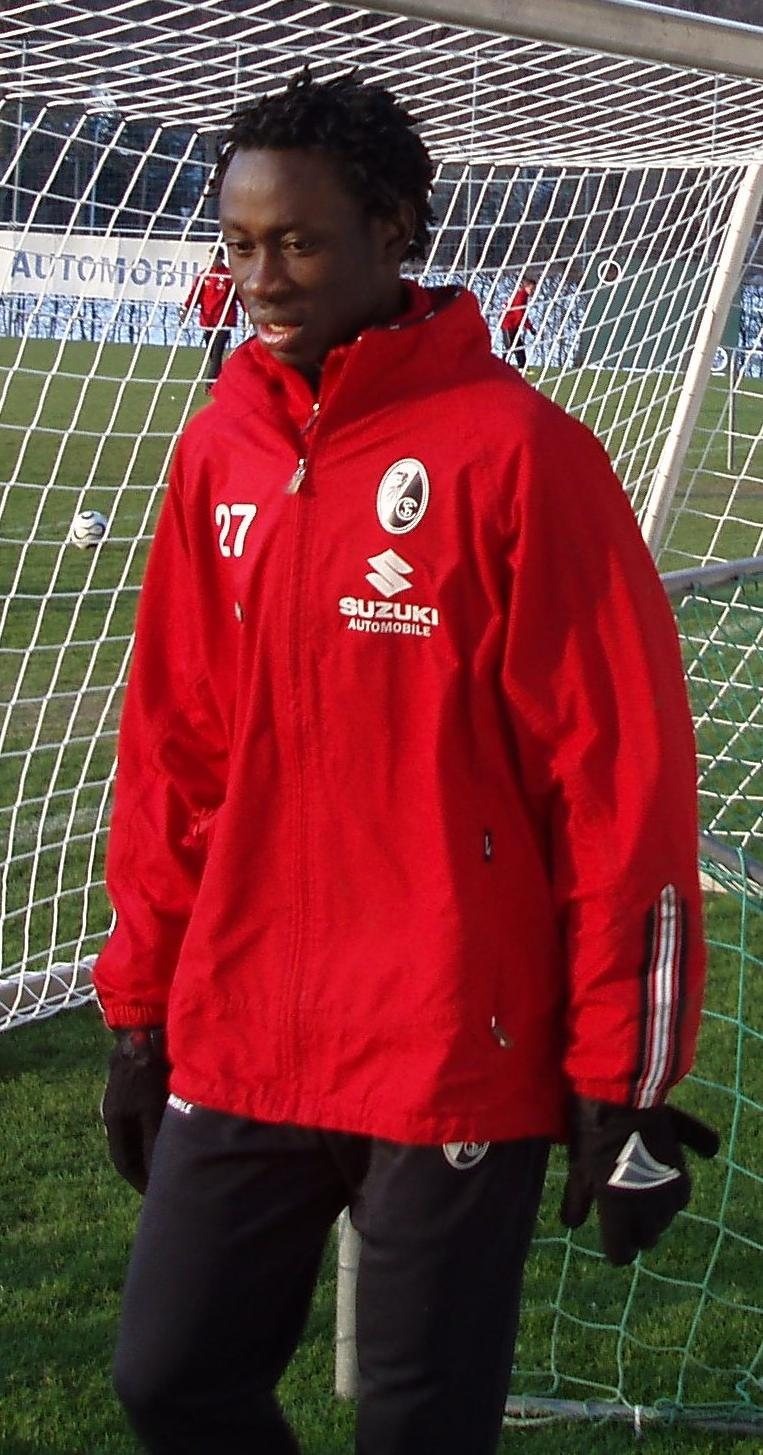
Pitroipa a SC Freiburg.